# Ioan Popescu (preot)
Ioan Popescu (n. 18 octombrie 1885, Valea Dragului⁠(d), Ilfov, România – d. 1 decembrie 1971, București, România) a fost un preot ortodox român, deputat din partea Partidului Național Liberal în Parlamentul României. În perioada participării României la Primul Război Mondial, a îndeplinit funcția de preot confesor al Regimentului 40 Infanterie „Călugăreni”.

## Familia și primii ani
S-a născut la 18 octombrie 1885 în comuna Valea Dragului, județul Ilfov, în satul în care tatăl sau, Gheorghe, era dascăl bisericesc. A mai avut o soră numită Dumitra (căsătorită Diaconescu).
A urmat cursurile seminarului „Nifon Mitropolitul”, absolvind, ulterior, în cursul vieții și cursurile Institutului Teologic din București.
S-a căsătorit cu prahoveanca Săftica Enăchescu (12 noiembrie 1885 - 17 octombrie 1957) din Teișani, cu care a avut 7 copii, din care i-au supraviețuit numai 2 (Nicolae și Elena), ceilalți murind de tuberculoză. Soția sa a activat la Budești ca profesoară de lucru manual.
A murit într-o casă pe care o avea în București, fiind înmormântat la 1 decembrie 1971, la Budești.

## Cariera
Și-a început cariera ca preot paroh la Rătești-Furduești în județul Argeș, unde a funcționat între 9 decembrie 1909 și 1 februarie 1911, după care a fost transferat în același județ la Măineasa. În 1912 a preluat parohia Tânganu și din 1914 a ajuns Bazargic (astăzi Dobrici), în Cadrilater. Aici a funcționat drept profesor de religie la gimnaziul și la Școala Profesională de Fete, din reședința județului Caliacra.
După ce în perioada 1916-1919 a servit ca preot confesor al Regimentul 40 Infanterie „Călugăreni”, succesiv demobilizării, începând cu 1 aprilie 1919 a fost preluat parohia Budești. Aici s-a implicat cu bune rezultate, atât în administrarea parohiei, cât și în activitatea școlară, socială și culturală a localității.
A fost deputat de Ilfov, din partea Partidului Național Liberal.
În semn de recunoaștere a meritelor sale, a fost ridicat la rang de iconom stavrofor. A fost decorat cu Ordinul național „Steaua României”, precum și cu medaliile „Răsplata Muncii pentru biserică” și „Răsplata Muncii pentru învățămînt”.

## In memoriam

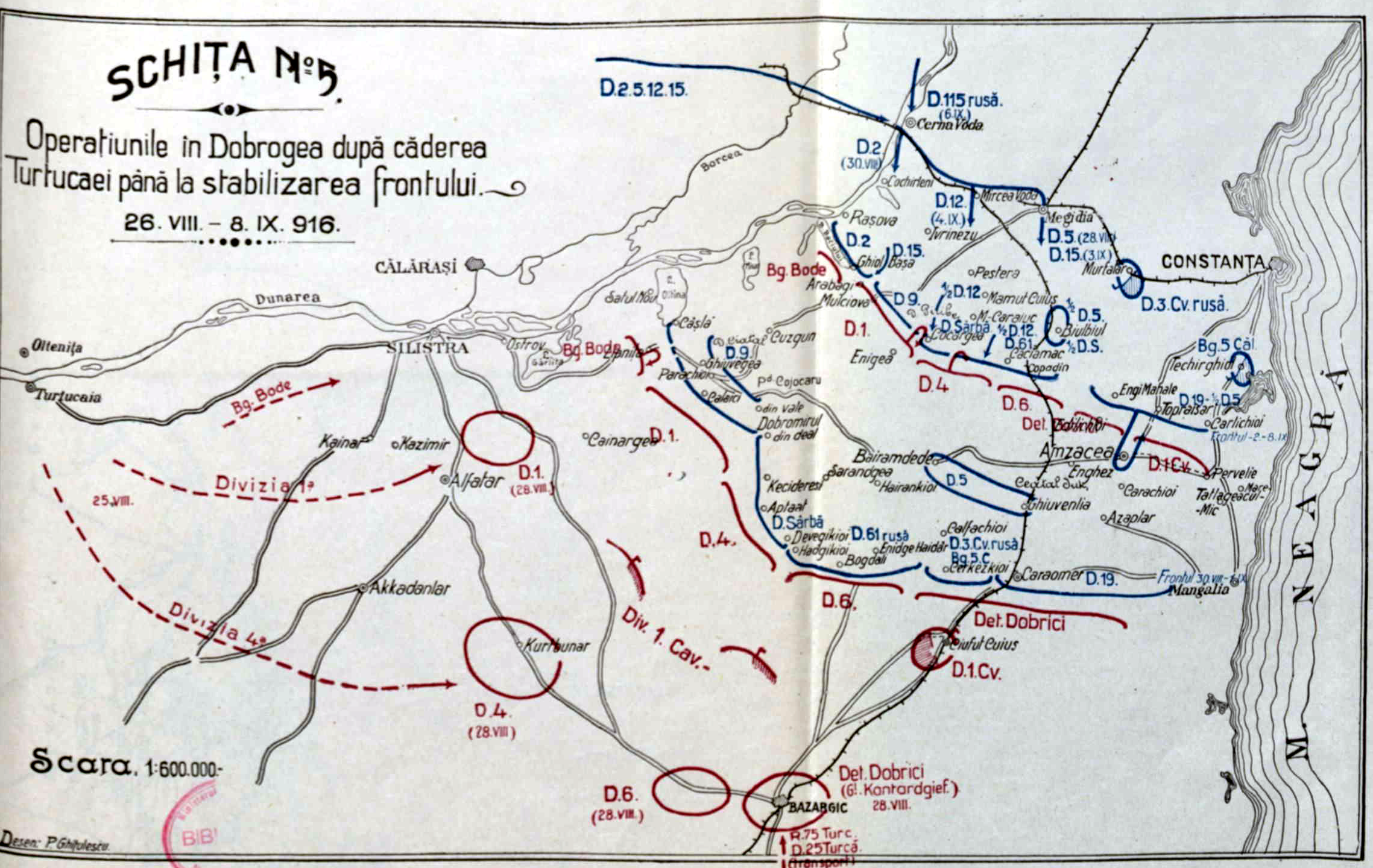
Frontul din Dobrogea, după căderea Turtucaiei, până la stabilizarea sa. În dreapta, la mijloc, se află Topraisar.

În cadrul Centenarului Marii Uniri, în anul 2018, Arhiepiscopia Dunării de Jos împreună cu filiala județeană a Asociației Naționale Cultul Eroilor „Regina Maria”, Mănăstirea Dervent și Asociația „Casa Mării Negre” l-au comemorat pe preotul Ioan Popescu la biserica Sfinții Arhangheli Mihail și Gavriil din Topraisar. Aici acesta, în luna octombrie 1916, a slujit o liturghie la care a asistat trupa, sub focul direct al artileriei inamice, până la final. Episodul respectiv, din timpul luptelor duse la Topraisar, a intrat în atenția presei regionale, cu ocazia Centenarului.

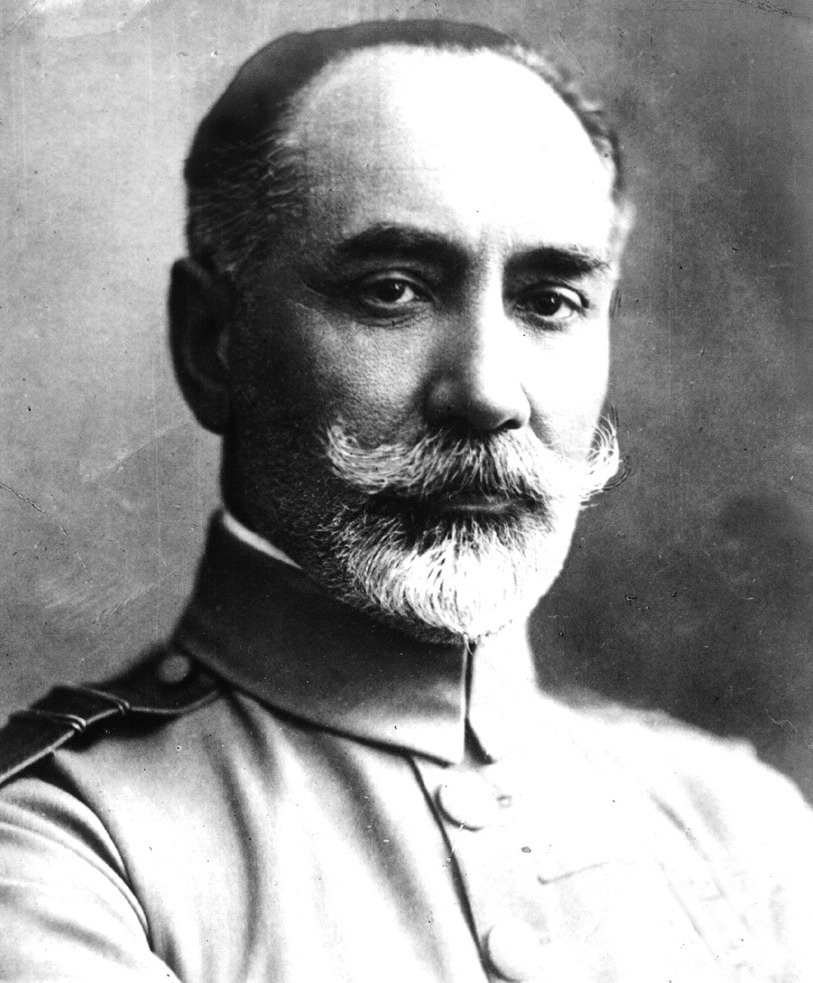
La Budești, preotul paroh a intrat în conflict cu generalul Nicolae Petala.

În cartea memorial a închisorilor prin care a trecut scriitorul Mircea Diaconu, publicată în 1945 sub titlul „Rogojina”, este portretizat și părintele Ioan Popescu. Acesta a ajuns în universul penitenciar al Închisorii Văcărești, trimis pentru 6 luni de închisoare corecțională, drept urmare a unor dispute pe teren administrativ și religios cu generalul Nicolae Petala, în perioada în care Ioan Popescu era preot paroh la Budești.
Devenit primar la Budeștiului din partea Frontului Renașterii Naționale, generalul în rezervă Nicolae Petala a decis să vorbească locuitorilor în fiecare duminică în biserică, acțiune la care preotul Popescu s-a opus, pe motiv că în biserică vorbește numai preotul. Acest fapt a reprezentat debutul ostilităților dintre preot și general, decis să facă militărie cu locuitorii. Ulterior, primarul a deschis la nivel local un ștrand (care a consumat banii, ce, ar fi putut servi construirii unei noi aripi la școala de fete). Ioan Popescu a fost invitat să facă sfeștanie acestuia, dar părintele a refuzat, spunând că prezența lui „va încuraja dezmățul”. Drept efect, localnicii nu au frecventat noul stabiliment, care, a a funcționat doar o singură vară.